# Culicoides nivosus
Culicoides nivosus är en tvåvingeart som beskrevs av Meillon 1937. Culicoides nivosus ingår i släktet Culicoides och familjen svidknott. Inga underarter finns listade i Catalogue of Life.